# Oman i olympiska sommarspelen 1984
Oman deltog i de olympiska sommarspelen 1984 med en trupp bestående av 16 deltagare, men ingen av landets deltagare erövrade någon medalj.

## Friidrott
Herrarnas 400 meter
- Mohammed Almaliki
  - Heat — 47,61 (→ gick inte vidare)

Herrarnas 1 500 meter
- Amor Masoud Al-Sharjisay
  - Kval  4:12,76 (→ gick inte vidare)

Herrarnas maraton
- Awadh Shaban Al-Sameer — fullföljde inte (→ ingen placering)